# Moronou
Moronou est une localité du centre de la Côte d'Ivoire et appartenant au département de Toumodi, dans la région Bélier. La localité de Moronou est un chef-lieu de commune.
Sa population est un sous-groupe des Baoulé (peuple akan) dénommé les N'Gban. La population de Moronou cultive le café, le cacao (cultures de rentes) et les cultures vivrières (bananes plantain, ignames, piments, tomates, gombos, etc.).